# Bozaba jezik
Bozaba jezik (budzaba, buzaba; ISO 639-3: bzo), nigersko-kongoanski jezik sjeverozapadne bantu skupine, kojim govori 5 500 ljudi (1983 census) u provinciji Équateur u Demokratskoj Republici Kongo.
S još 26 drugih jezika klasificira se podskupini Bangi-Ntomba (C.40), među kojima su mu najsrodniji bomboli [bml], bomboma [bws] i lobala [loq].
.

## Vanjske poveznice
- Ethnologue (14th)
- Ethnologue (15th)